# Ashley Fiolek
Ashley Fiolek est une pilote de motocross sourde américaine, née le 22 octobre 1990 à Dearborn et une actrice.

## Biographie

### Enfance
Ashley Fiolek est née sourde le 22 octobre 1990 à Dearborn. En août 1998, ses parents déménagent à Saint Augustine en Floride pour que leur fille puisse étudier à la Florida School for the Deaf and Blind. Elle pratique alors le ballet et le basket-ball. Après le collège (Eighth grade), ses parents décident de la faire étudier à domicile.
Ses parents ont toujours possédé des motos et quads. Vers l'âge de cinq ans, ils lui offrent une motocross Yamaha pour enfants  modèle PW50.

### Championne de moto-cross

#### WMA Pro National Championship
Ashley commence la compétition à sept ans. À dix ans, elle se casse le nez et dix dents à la suite d'une lourde chute. En 2008, Ashley est la première sourde à remporter le WMA Pro National Championship. En 2009, elle devient la première femme pilote de moto-cross à signer avec l'équipe d'usine américaine Honda Racing, et remporte le deuxième titre de WMA Pro National Championship. Puis, elle signe un contrat avec Red Bull. En 2011, Ashley devient la première femme pilote à rejoindre l'équipe de Red Bull. En mai 2011, elle devient la sixième vedette de Red Bull à apparaitre dans une publicité pour la boisson énergétique. En 2011, Ashley gagne le troisième titre de WMA Pro National Championship.

Le 25 juin 2012, Ashley Fiolek décide de faire une pause à sa carrière de motocross pour préserver sa santé en raison de nombreux accidents rencontrés, mais doit finir les courses restantes du WMA Pro National Championship. Finalement, elle obtient son 4e et dernier titre de WMA Pro Nationale Championship.
Ashley annonce, via twitter, que l'année 2012 sera sa dernière saison pour le WMA Pro National Championship. Et elle dit à ESPN.com: "Absolument! c'est ma dernière saison de saut en motocross, mais certainement pas de course! vous devrez attendre jusqu'en novembre, désolée." Depuis cette annonce, elle n'a pas fait une course...

#### X Games
Ashley ne participe pas à l'X Games de 2008 à cause d'une blessure au poignet. Puis en 2009, Ashley remporte son premier titre d'X Games de 2009 à lX Games XV du Women's Moto X Super X, puis obtient son deuxième titre consécutif de l'X Games de 2010 à lX Games XVI. Malheureusement, au X Games XVII, (X Games de 2011), Ashley s'écrase violemment au sol pendant les essais et perd connaissance. Les médecins disent qu'elle ne peut pas concourir et ne participe donc pas à l'X Games de 2011. Le 28 juin 2012, Ashley déclare forfait pour l'X Games 2012 à cause d'une chute le 2 juin 2012 à Lakewood, en Colorado.

Aujourd'hui, depuis son forfait de l'X Games de 2012, elle s'est retirée de cette compétition.

### Carrière d'actrice
En septembre 2012, Asley Fiolek joue le rôle de Robin Swiller dans un épisode de la saison 1 de la série américaine Switched. Robin Swiller est une coureuse de motocross et s'intéresse à Emmett Bledsoe, joué par Sean Berdy, acteur sourd également.

### Vie personnelle
Ashley Fiolek vit aujourd'hui à Canyon Lake en Californie.

## Filmographie

### Séries télévisées
- 2012 : Switched (Switched at Birth) : Robin Swiller

## Sources
- Ressources relatives au sport :   - Women's Sports Foundation
  - X Games
- « Ashley Fiolek » (fiche bio), sur Allociné
- « Ashley Fiolek » (présentation), sur l'Internet Movie Database
- Site officiel d'Ashley Fiolek
- Site de Red Bull
- Julia Pelhate, « Ashley Fiolek, Championne motocross », sur Websourd, 16 mars 2012.